# Klöttermyrtjärnen
Klöttermyrtjärnen är en sjö i Älvsbyns kommun i Norrbotten och ingår i Piteälvens huvudavrinningsområde.